# Sumpango
Sumpango est une ville du Guatemala dans le département de Sacatepéquez. Elle est célèbre pour le « festival de barriletes gigantes » (festival de cerfs-volants géants) qui y est organisé pour la Toussaint, chaque 1er novembre.

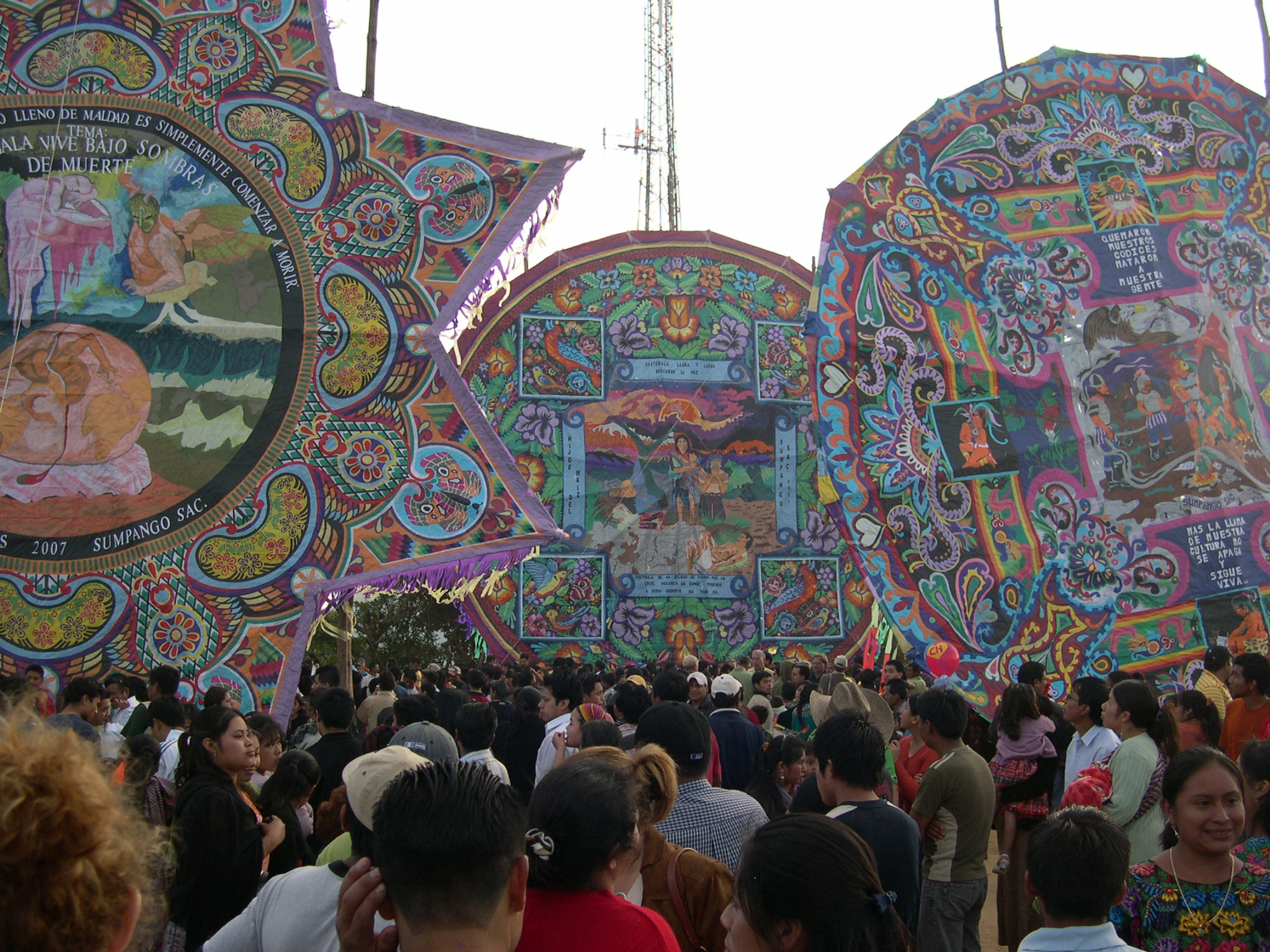
Cerfs-volants du festival de barriletes gigantes, à la Toussaint.